# Психиатрическая больница Конджиам
Психиатрическая больница Конджиам (кор. 곤지암) — южнокорейский фильм ужасов 2018 года поджанра найденная плёнка режиссёра Чон Бом Сика. События фильма разворачиваются в реальной одноимённой психиатрической больнице. В главных ролях снялись Ви Ха Джун, Пак Чихён, О А Ён, Мун Е Вон, Пак Сонхун, Ю Дже Юн и Ли Сын Ук. Повествование сосредоточено вокруг съёмочной группы веб-сериала ужасов, которая отправляется в заброшенную больницу для проведения прямой трансляции, призванной привлечь внимание общественности.
Премьера фильма в кинотеатрах Республики Кореи состоялась 28 марта 2018 года, а в США — 13 апреля этого же года. Имея коммерческий успех, он также стал третьим по популярности фильмом ужасов в Южной Корее после «Истории двух сестёр» и «Телефон». Позже он был показан на 20-м Дальневосточном кинофестивале в Удине.

## Сюжет
После группового самоубийства 42 пациентов и исчезновения главврача 26 октября 1979 года психиатрическую больницу Конджиам закрыли. С тех пор это место притягивает любителей ужасов, страшных историй, и о нём ходят легенды — якобы здание населено призраками, и никому не удалось открыть дверь в зловещую комнату 402. Видеоблогер, ведущий шоу ужасов на YouTube, набирает команду отчаянных исследователей, чтобы именно 26 октября устроить прямой эфир из больницы, набрать миллион просмотров, добраться до комнаты 402 и открыть её дверь любой ценой.

## В ролях
| Актёр      | Роль                                |
| ---------- | ----------------------------------- |
| Пак Чихён  | Джи Хён                             |
| Мун Е Вон  | Шарлотта                            |
| Ли Сын Ук  | Сын Ук                              |
| О А Ён     | А Ён                                |
| Пак Сонхун | Сон Хун                             |
| Ви Ха Джун | Ха Джун                             |
| Ю Дже Юн   | Дже Юн                              |
| Пак Джи А  | директор больницы / главный призрак |

## Производство

### Съёмки
Действие фильма происходит в бывшей психиатрической больнице Конджиам в Кванджу, провинция Кёнгидо, которая предположительно является одним из самых посещаемых призраками мест в Корее. В 2012 году CNN Travel назвал его одним из «7 самых причудливых мест на планете».
Большинство сцен в фильме были сняты в Национальной морской средней школе в Пусане, при этом съёмочная группа тщательно придерживалась плана этажа реальной больницы, чтобы воссоздать точно такой же внешний вид и коридоры.

### Суд
Перед премьерой фильма владелец больницы подал иск против показа фильма в кинотеатрах, утверждая, что он негативно повлияет на продажу здания. Однако в конце марта 2018 года суд Сеула вынес решение в пользу показа фильма.